# Іспанія на літніх Олімпійських іграх 2012
Іспанію на літніх Олімпійських іграх 2012 представляли 282 спортсмени у 23 видах спорту. Іспанці здобули 3 золоті, 10 срібних і 4 бронзових медалі, що принесло у результаті 21-е загальнокомандне місце.

## Нагороди
| Медаль | Спортсмен | Вид спорту                       | Дисципліна                              | Дата  |
| ------ | --- | -------------------------------- | --------------------------------------- | ----- |
| Золото | Марина Алабау | Вітрильний спорт                 | Клас «RS:X»                             | 7 Сер |
| Золото | Тамара Ечегоєн Анхела Пумарієга Софія Торо | Вітрильний спорт                 | Клас «Елліотт 6 м»                      |       |
| Золото | Хоель Гонсалес | Тхеквондо                        | Чоловіки, до 51 кг                      |       |
| Срібло | Мірея Бельмонте Гарсія | Плавання                         | Жінки, 200 м баттерфляєм                | 1 Сер |
| Срібло | Мірея Бельмонте Гарсія | Плавання                         | Жінки, 800 м вільним стилем             | 3 Сер |
| Срібло | Франціско Хав'єр Гомес Ноя | Тріатлон                         | Чоловіки                                | 7 Сер |
| Срібло | Она Карбонелл Андреа Фуентес | Синхронне плавання               | Дуети                                   | 7 Сер |
| Срібло | Давид Кал | Веслування на байдарках та каное | Чоловіки, каное-одиночки, 1000 м        | 8 Сер |
| Срібло | Ніколас Гарсія | Тхеквондо                        | Чоловіки, до 80 кг                      |       |
| Срібло | Бріхітт Ягуе | Тхеквондо                        | Жінки, до 49 кг                         |       |
| Срібло | Лаура Естер Марта Бах Анна Еспар Росер Тарраго Матільде Ортіс Дженніфер Переха Лорена Міранда Марія дель Пілар Пенья Андреа Блас Она Месегер Марія Гарсія Годой Лаура Лопес Ана Копадо                  | Водне поло                       | Жінки                                   |       |
| Срібло | Збірна Іспанії з баскетболу По Газоль Руді Фернандес Серхіо Родрігес Хуан Карлос Наварро Хосе Кальдерон Феліпе Реєс Віктор Клавер Фернандо Сан Еметеріо Серхіо Люль Марк Газоль Серхе Ібака Віктор Сада | Баскетбол                        | Чоловіки                                |       |
| Бронза | Маялен Чурро | Веслування на байдарках та каное | Жінки, слалом К-1                       | 2 Сер |
| Бронза | Клара Басьяна Альба Кабелло Она Карбонелл Маргаліда Креспі Андреа Фуентес Таїс Енрікес Паула Кламбург Ірен Монтруккіо Лая Понс                                                                          | Синхронне плавання               | Командні                                | 7 Сер |
| Бронза | Майдер Унда | Боротьба                         | Жінки, вільна боротьба, важка категорія |       |